# Abdul Ahad Mohmand
Abdul Ahad Mohmand (né le 1er janvier 1959) est citoyen allemand et le premier cosmonaute originaire d'Afghanistan et le quatrième cosmonaute musulman.

## Biographie
Abdul Ahad Mohmand est issu d'une famille pachtoune de la région de Paktya en Afghanistan, diplômé du lycée polytechnique de Kaboul et de l'académie de l'Armée de l'air. Il a servi dans l'Armée de l'air afghane et plus tard s'est exercé en Union soviétique en tant que pilote. Il habite actuellement à Stuttgart, en Allemagne.

## Vol réalisé
Parti le 29 août 1988 sur le vol Soyouz TM-6, il a passé neuf jours dans l'espace à bord de la station spatiale Mir en 1988.
Lors de son vol avec le commandant Vladimir Liakhov et le docteur Valeri Poliakov, Abdul Ahad Mohmand faisait partie d'un équipage de trois hommes sur Soyouz TM-6. L'inclusion de Mohmand dans la mission était un symbole significatif pendant l'occupation de l'Afghanistan par l'Union soviétique.
Pendant son bref séjour sur la station Mir, Mohmand a pris des photographies de l'Afghanistan, participé aux expériences astrophysiques, médicales et biologiques, a discuté avec le président afghan Najibullah et a fait goûter le thé afghan à l'équipage.
L'atterrissage le 6 septembre de Soyouz TM-6 a été retardé en raison de complications mécaniques. Avec chaque orbite de dépassement, le danger pour l'équipage est devenu de plus en plus sérieux. Cependant, les rétro-fusées fonctionnèrent le lendemain et à 0 h 50 GMT Soyouz TM-5 atterrit près de Jezqazğan.